# Yamaha
Yámaha Corporátion (яп. ヤマハ株式会社, я́маха кабусікі-ґайся, «Акціонерне товариство Yamaha») — японське підприємство, широко відоме під назвою YAMAHA, багатонаціональна корпорація та конгломерат із дуже широким асортимент товарів і послуг. Це одна зі складових Nikkei 225 і є найбільшою у світі компанією з виробництва музичних інструментів. Колишній мотоциклпідрозділ було засновано в 1955 році як Yamaha Motor Co., Ltd., який спочатку був дочірньою компанією, але пізніше став незалежним, хоча Yamaha Corporation все ще залишається основним акціонером.

## Історія
Nippon Gakki Co. Ltd. (нині Yamaha Corporation) була заснована в 1887 році Торакусу Ямахою (山葉寅楠) в Хамамацу (префектура Сідзуока) як виробник тростинних духових інструментів. Офіційно зареєстрована 12 жовтня 1887 року. У 1900 компанія почала виробництво піаніно. В Японії ця компанія була першою, яка розпочала виготовлення цих вертикально-струнних клавіатурних музичних інструментів. На логотипі підприємства зображено три камертони, що розташовані один на одному навхрест під кутом 120°. Логотип відображає історію походження корпорації, підкреслюючи, що спочатку вони виробляли лише музичні інструменти.
Після Другої світової війни чинний президент компанії Ґенічі Кавакамі переорієнтував залишки виробничого обладнання часів війни та наявний досвід колективу компанії в металургійних технологіях на виробництва мотоциклів. YA-1 (він же Aka-tombo) – перший мотоцикл підтприємства. У перший рік виробництва (1954) було випущено 125 одиниць. Це був одноциліндровий двотактний вуличний мотоцикл із об’ємом двигуна 125 куб. см, створений за зразком німецького DKW RT 125. Значний успіх YA-1 призвів до заснування в 1955 році Yamaha Motor Co. Ltd., що відокремило мотоциклетний підрозділ від компанії. Крім того, в 1954 році була заснована музична школа Yamaha.
Торгова марка YAMAHA здобула всесвітню популярність і повагу музикантів планети світу завдяки високій якості звуку, отриманій в результаті синтезу традиційних методів конструювання та виробництва з найсучаснішими технологіями, останніми досягненнями галузі електронної техніки. В наш час[коли?] YAMAHA є єдиною компанією у світі, що виробляє практично всі види музичних інструментів — роялі та піаніно, духові, ударні і перкусійні інструменти, гітари й електрогітари, клавішні синтезатори, семплери та тон-генератори, а також устаткування для обробки й посилення звуку, відрізняються бездоганним звучанням, зручністю використання, високою надійністю і розумною ціною. Дослідницькі центри YAMAHA проводять розробку нових концепцій музичних інструментів, що відповідно до зростання вимог ринку дозволило вперше створити Дисклавір, тихі фортепіано, тихі духові та тихі ударні інструменти. 
7 грудня 2022 року Yamaha презентувала концепцію Upcycling Guitar, розроблену командою дизайнерів, яка має на меті створення нових інструментів з дефектного та відходного дерева, що залишилося після виробництва музичних інструментів. Компанія стикається з проблемою утилізації великої кількості деревини, яка не використовується. Зв'язок між інструментом і матеріалом важливий для його звуку, вигляду та відчуття. Використовуючи різноманітні види дерева, у тому числі ті, що традиційно не використовуються для гітар, Yamaha прагне знайти інноваційні рішення без шкоди для якості звуку. Проект Upcycling Guitar не лише зберігає естетику, а й максимізує унікальні властивості кожного виду дерева. Наприклад, гітара моделі Marimba виготовлена з дерева, яке раніше використовувалося для маримби, а модель Piano — зі зразків ялини, бука, берези та клена. Ця концепція підкреслює прагнення Yamaha до інноваційності та стійкості у дизайні музичних інструментів, а також до створення інструментів, які звучать добре з будь-якого матеріалу.
Діяльність YAMAHA не обмежується виробництвом музичних інструментів та обладнання. Дуже важливим напрямком діяльності є пошук і підтримка молодих обдарованих музикантів шляхом проведення конкурсів і фестивалів, установи фондів. YAMAHA розробила унікальну методику навчання музиці, реалізовану у всесвітній мережі авторизованих музичних шкіл.
В галузі нових технологій — мультимедіа — унікальні чипи YAMAHA знайшли широке застосування в персональних комп'ютерах і ігрових приставках.
Окрім того, корпорація YAMAHA плідно працює і в інших галузях, таких, як аудіо, спорт і навіть створення курортів. YAMAHA володіє 110-річним досвідом виробництва музичних інструментів і далі вносити свою лепту в краще життя шляхом виробництва інструментів, обладнання та програм, заснованих на власних ноу-хау. 

## Вимова назви
Назва компанії YAMAHA часто вимовляється в Україні з помилками. Наголос у слові YAMAHA падає на перший склад. «Ha» (япон. ハ) зазвичай передається як «ха», хоча оригінальна вимова японською мовою використовує звук, ближчий до укр. Г, а не Х. Тому правильним передаванням слова «Yamaha» в українській мові є «Я́маха» (відмінювання як у слові птаха: дав. Я́масі) або «Я́мага» (відмінювання як у слові нога: род. Я́маги; дав. Я́мазі)..
Для російської, через відсутність звуку /ɦ/ (який в українській мові передається літерою Г), найближчою до оригінальної вимови слова «Yamaha» є передача за допомогою літери Х: «Я́маха».

## Продукція

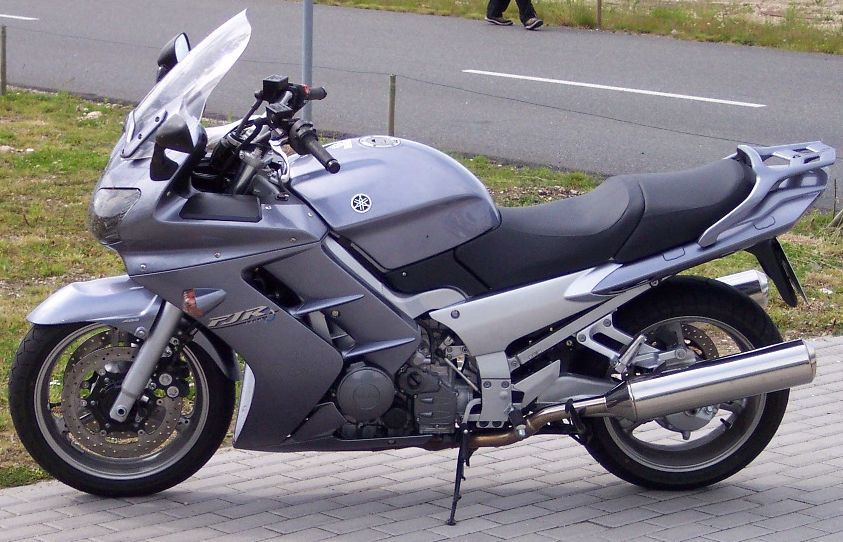
Мотоцикл
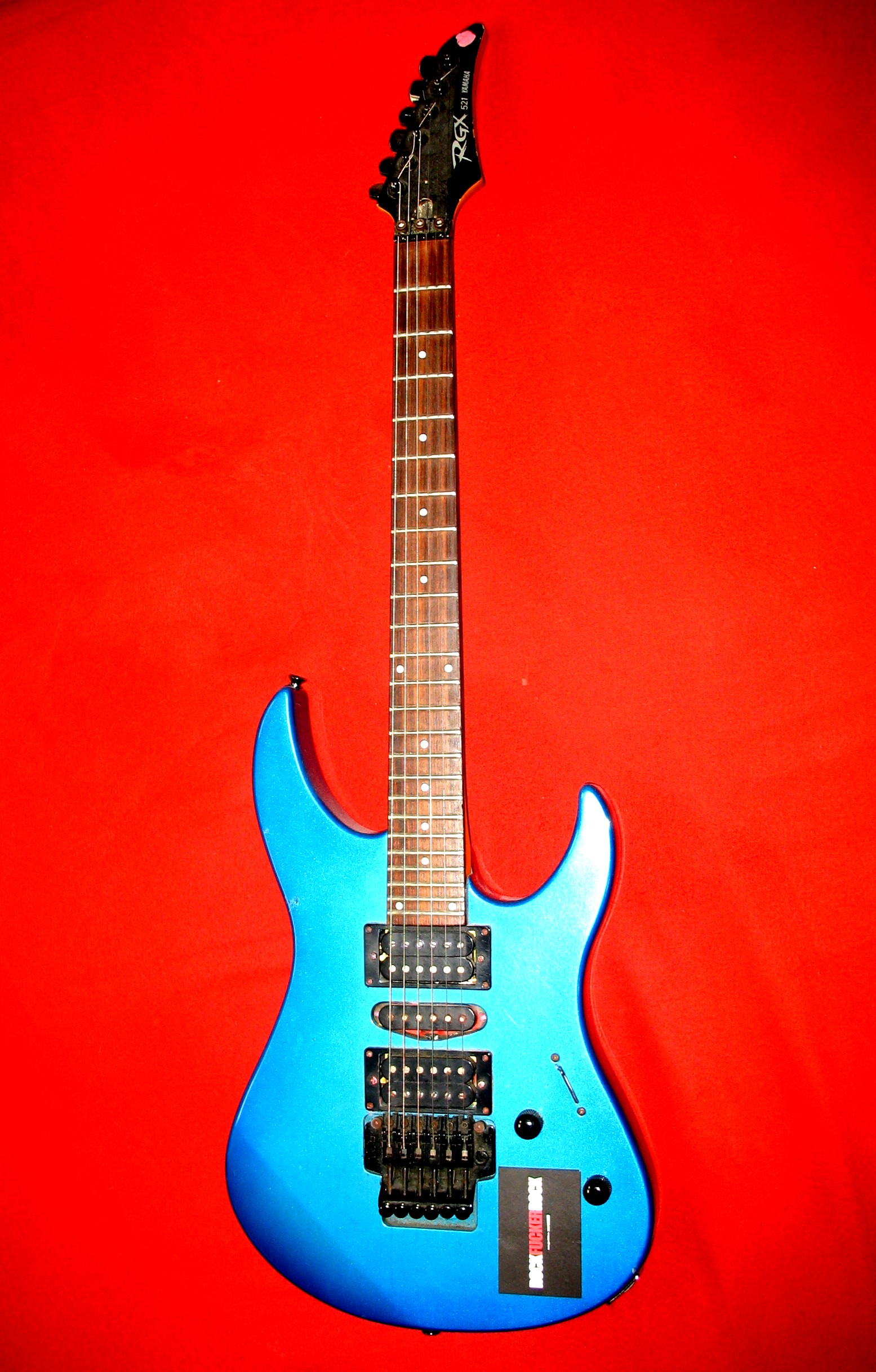
Гітара
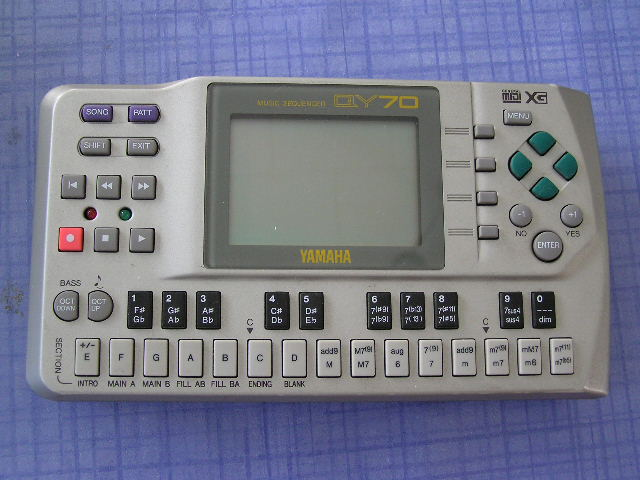
Секвенсер
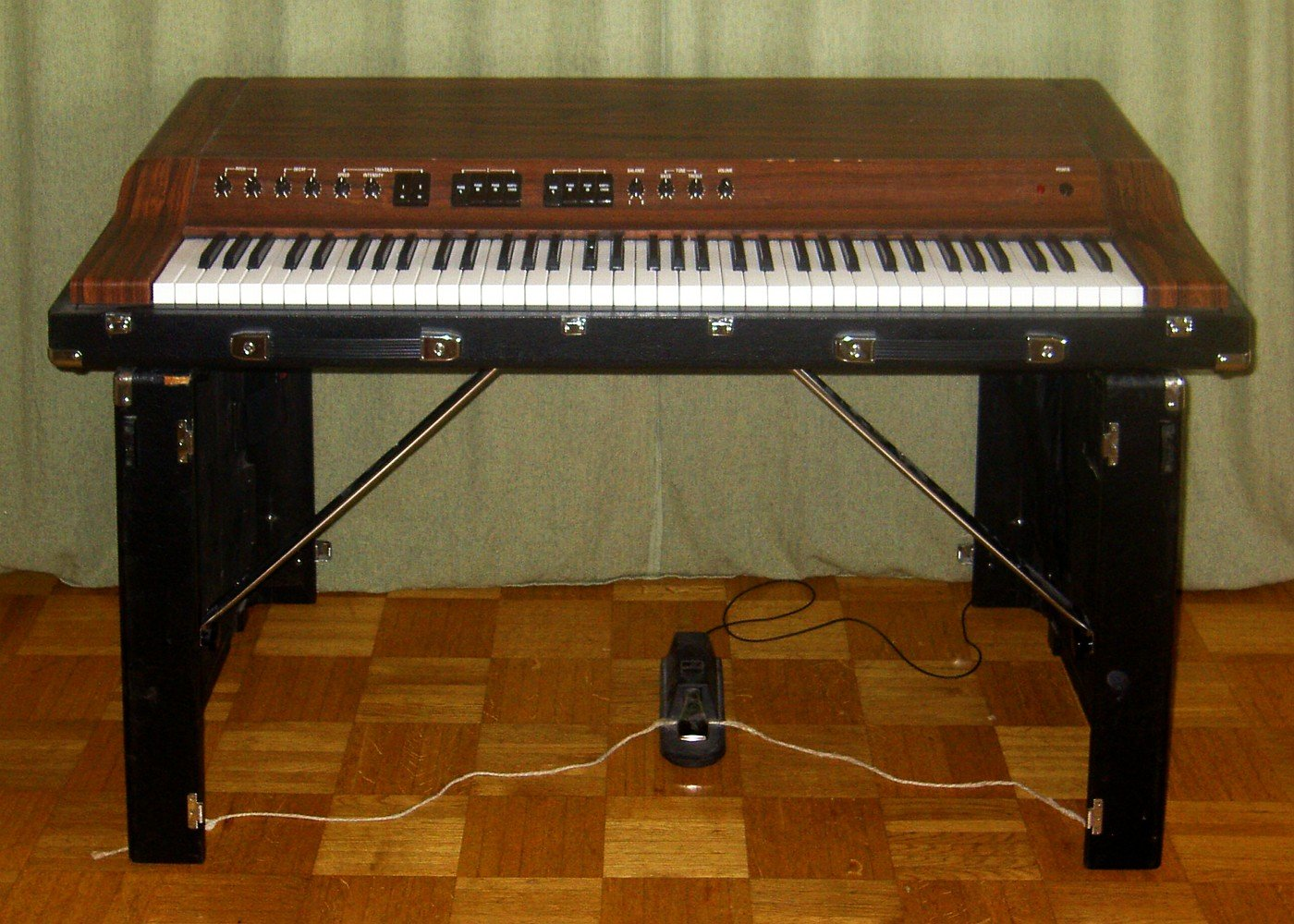
Фортепіано

### Фортепіано

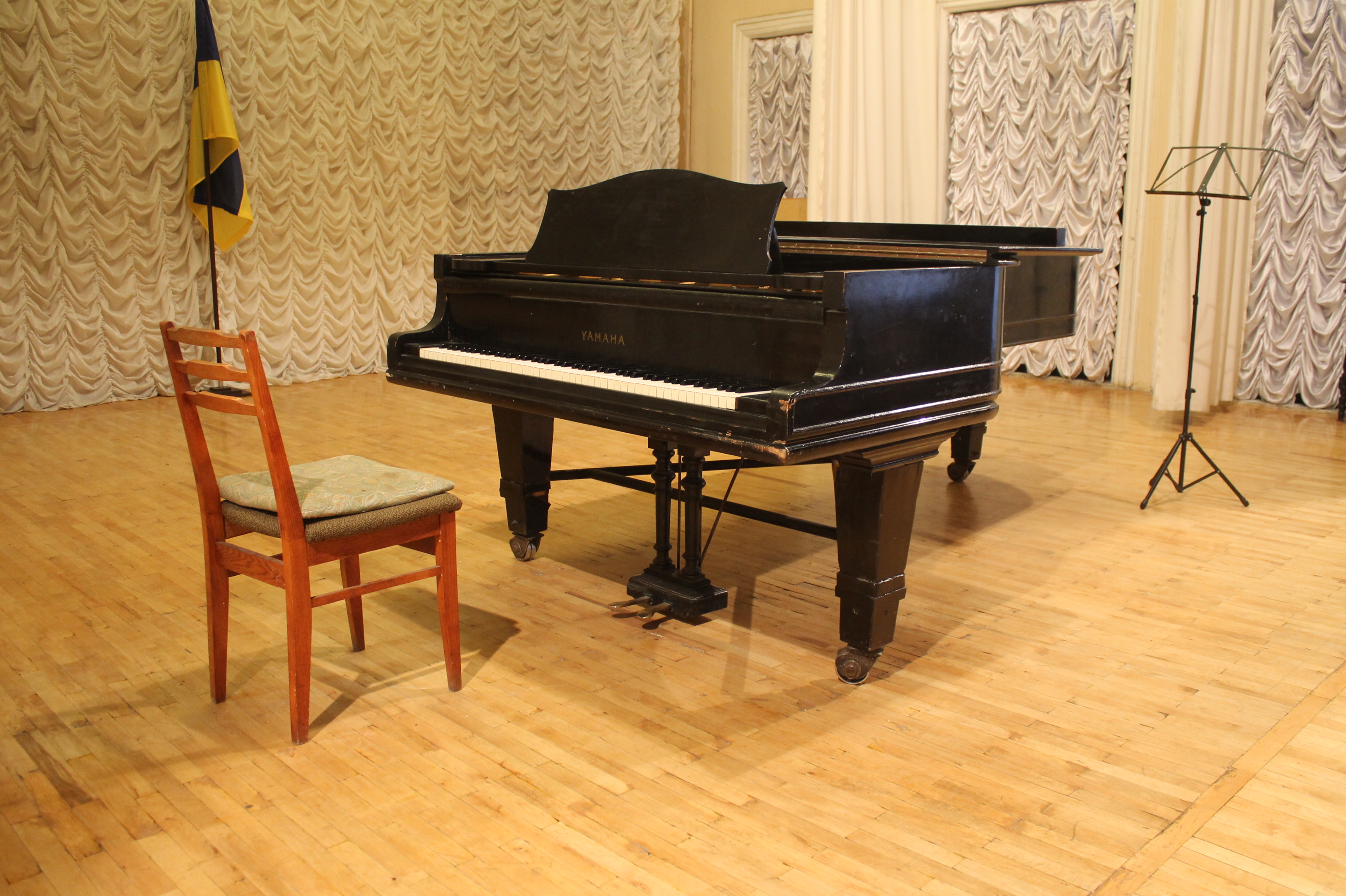
Рояль фірми Yamaha у великій залі Будинку вчених НАН України (Київ)

«Дійсно великий рояль — це єдине, що дозволяє Вам виразити глибокі емоції перед аудиторією. Саме YAMAHA створює такі роялі. У них закладена неймовірна суміш емоцій, чуйності і технічної досконалості. І тому я люблю YAMAHA».
Так сказав всесвітньо відомий фортепіанний віртуоз Святослав Ріхтер. Він не самотній у своєму ставленні до YAMAHA, дійсно, YAMAHA — це вибір провідних піаністів світу, консерваторій та музичних шкіл. Роялі YAMAHA однаково помітні на сценах міжнародних конкурсів, музичних фестивалів, філармоній і консерваторій.
У новітніх тихих Фортепіано піаніст володіє можливістю «відключити звук» і прослуховувати своє виконання в стерео головних телефонах за допомогою цифрової системи відтворення звуку. Серія тихих Фортепіано сконструйована не тільки для зняття обмежень за життя в міських умовах, але і для створення можливості самоти виконавця в сім'ї.
Роялі Дисклавір відображають повністю новий підхід до акустичних фортепіано. Завдяки вбудованому генератору звуків, Дисклавір може записувати, відтворювати, коректувати і користуватися сьогоднішнім стандартом точності настройки при роботі над творами піаністів минулого.
Нові цифрові роялі ГранТач поєднують традиційну фортепіанну клавіатуру і механіку з новітньою електронною технологією, що дозволило отримати мінімальні габарити, вагу і можливість відключення звуку.

### Духові, струнні та ударні інструменти
Інструменти YAMAHA створені в результаті творчого діалогу як з любителями, так і з професійними музикантами. Духові інструменти YAMAHA використовують всесвітньо відомі солісти і найзнаменитіші оркестри, включаючи Віденський філармонічний, Бостонський симфонічний, Нью-Йоркський філармонічний, Лондонський симфонічний і Берлінський філармонічний.
Провідні музиканти світу грають на гітарах YAMAHA, і це не дивно, оскільки YAMAHA проводить дослідження в області концепції і можливостей інструментів спільно з відомими виконавцями. Вражаючий список музикантів, які віддають перевагу YAMAHA, містить, зокрема, імена Майка Штерна, Натана Іста і Джона Патітуччі. Створення нових гітар відбувається в Центрі по Створенню Гітар YAMAHA в Лос-Анжелесі.
YAMAHA пропонує повний асортимент ударних інструментів: литаври, концертні барабани, маримби і вібрафон — прекрасної якості, з прекрасною репутацією серед музикантів. На щорічних зборах Drum Corps International (США) і інших з'їздах духових оркестрів інструменти YAMAHA заслужили прекрасні відгуки. Ударні інструменти YAMAHA також віддають перевагу всесвітньо відомі музиканти, наприклад, Стів Гед і Лері Мюллен Джуніор. Новітня розробка Тихих Барабанов DTExtreme, заснована на новій концепції, є синтезом традиційних барабанів і сучасної цифрової технології.

### Електони та Клавінови
YAMAHA зробила свій перший крок до новітніх електронних технологій при створенні універсального клавішного інструменту Електон ®. Розробка джерел звуку для Електона породила синтезатори і інші електронні музичні інструменти, а також сприяла виробництву напівпровідникових виробів для продажу іншим фірмам. Розроблений в 1959 році, Електон став практично синонімом електрооргана. Сьогодні світовий фаворит Електон пропонує легке і творче музикування, засноване на можливостях цілого оркестру. Для популяризації Електона YAMAHA спонсорує Міжнародний Конкурс / Фестиваль Електона. (IEC / EF). Цей захід привертає різножанрових виконавців всього світу для демонстрації таланту і здібності до змагання.
Цифрові фортепіано Клавінова серії YAMAHA CLP є іншим популярним нововведенням. Вони дозволяють грати тембрами фортепіано на повнорозмірною фортепіанній клавіатурі з властивим фортепіано натисненням. Вдосконалена серія CVP має безліч додаткових можливостей, наприклад, функцію самонавчання, її звучання збагачене тембрами великої кількості музичних інструментів і музикант може удосконалюватися в спільному виконанні з оркестром. Існує величезна бібліотека на флоппі-дисках із записами різної музики.

### Портативні клавішні інструменти та синтезатори
На інструментах серії YAMAHA Portatone ® може із задоволенням грати кожен. Це інструмент, який приносить музику для всіх. Грати на багатофункціональному Portatone дуже просто: автоматичний акомпанемент дозволяє виконавцю грати пісню навіть одним пальцем, акомпануючи акордами і ритмом.
YAMAHA розробила технології створення звуку із застосуванням фізичного й віртуально-акустичного моделювання, семплювання, формант-шейпінг синтезу й FM-синтезу, втілені в багатьох музичних синтезаторах і тон-генераторах. Бестселер YAMAHA, синтезатор DX-7, став початком ери цифрової музики.
Нові досягнення цифрової технології призвели до появи музичних синтезаторів CS-6x і MOTIF, джерело звуку яких базується як на традиційній технології AWM, так і на використанні семплера. Вбудовані контроллери реального часу й арпеджіатори дозволяють отримати повний контроль над звуком.
Серед нових цифрових інструментів YAMAHA можна також згадати цифрові секвенсори SU-200, AN-200 і DX-200, секвенсор-реміксер RM-1x, що дозволяють автентично створювати музику найсучасніших стилів і напрямків.

### Професійне аудіо обладнання
У галузі звуку високої якості, так необхідного для висококласного виконання, YAMAHA є світовим лідером та має прекрасну репутацію з 1960 року, особливо, якщо говорити про мікшерні пульти та цифрові процесори обробки звуку. Вражаючий ряд приладів YAMAHA від багатодоріжкової студії для домашнього звукозапису до професійного пульта-мікшера PM4000, побудованих із використанням останніх технологічних досягнень, дозволив отримати гарну якість звуку при звукопідсиленні, а також запису й мастерингу.
Мікшери, процесори обробки звуку, підсилювачі, акустичні системи, пристрої запису звуку — YAMAHA робить усе можливе для забезпечення всіх етапів запису та відтворення звуку.
Дослідження YAMAHA в галузі цифрової обробки звуку й акустики приміщень дали поштовх до створення великих інтегральних схем для реалізації, наприклад, класичних цифрових мульти-ефект процесорів серії SPX. До останніх досягнень у цій галузі відносяться цифровий 96-канальний мікшерний пульт PM-1D, а також семплерний ревербератор S-REV1, що дозволяє виміряти й потім точно відтворити ревербераційні властивості будь-якого приміщення.

## Дочірні компанії
- Bösendorfer — австрійський виробник фортепіано
- Yamaha Motor Company
- Yamaha Fine Technologies Co., Ltd.
- Yamaha Livingtec Corporation
- Yamaha Metanix Corporation
- Yamaha Pro Audio

## Продукція
- Мотоцикл
- Гітара
- Секвенсер
- Фортепіано